# Ołeksandr Petrakow
Ołeksandr Wasylowycz Petrakow, ukr. Олександр Васильович Петраков, ros. Александр Васильевич Петраков, Aleksandr Wasiljewicz Pietrakow (ur. 6 sierpnia 1957 w Kijowie) – ukraiński piłkarz, grający na pozycji obrońcy, trener piłkarski.

## Kariera piłkarska
W 1976 rozpoczął karierę piłkarską w Łokomotywie Winnica. W 1978 został powołany do wojska, służył broniąc barw SKA Kijów. W 1979 po zwolnieniu z wojska został piłkarzem Dnipra Czerkasy. Na początku 1981 przeszedł do Awanhardu Równe. W 1983 przeniósł się do Kołosu Nikopol, w którym zakończył karierę piłkarza w 1984.

## Kariera trenerska
Karierę szkoleniowca rozpoczął po zakończeniu kariery piłkarza. W latach 1991–1992 trenował amatorski zespół Budiwelnyk Iwankiw. Potem pomagał trenować kluby Torpedo Zaporoże i CSKA-2 Kijów. W lipcu 1998 stał na czele wojskowego klubu z Kijowa, którym kierował do końca 1999. W lipcu 2000 został mianowany na głównego trenera Spartaka Sumy, ale już w sierpniu odszedł z klubu. Na początku 2001 objął prowadzenie FK Winnica, a potem od czerwca do końca 2001 pracował w sztabie szkoleniowym winnickiego klubu. Następnie pracował w Szkole Piłkarskiej Dynamo Kijów. Od 2006 do 2010 szkolił młodzież w Republikańskiej Wyższej Szkole Kultury Fizycznej w Kijowie. Od lipca 2010 pracuje z juniorskimi i młodzieżowymi reprezentacjami Ukrainy.

## Sukcesy i odznaczenia

### Sukcesy piłkarskie
SKA Kijów
- wicemistrz Ukraińskiej SRR: 1979

Awanhard Równe
- brązowy medalista Mistrzostw Ukraińskiej SRR: 1981

### Odznaczenia
- tytuł Mistrza Sportu ZSRR